# Luci Tari Rufus
Luci Tari Rufus (llatí: Lucius Tarius Rufus) va ser un magistrat romà del segle i aC.
L'any 23 va ser nomenat per substituir a Cateu Capitó en el càrrec de curator aquarum publicarum i a l'any següent aquest ofici va passar a Marc Cocceu Nerva, avi del futur emperador Nerva. Podria ser el mateix personatge del mateix nom que fou cònsol sufecte l'any 16 aC, gairebé quaranta anys abans.